# Carlos de Lerma
Carlos Tornero López de Lerma (San Vicente de Alcántara, Badajoz, 7 de octubre de 1984) es un exfutbolista y entrenador español que actualmente dirige al Marbella F. C. equipo que milita en el Grupo 2 de la Primera Federación.

## Trayectoria

### Como jugador
De Lerma comienza su andadura en la A.D.C.R Leman's de Leganés con 8 años. Al salir de este club, con 10 años, llega al C. D. Leganés, siendo seleccionado por Luis Ángel Duque, responsable por entonces de las categorías inferiores del Lega y siendo éstas de control municipal, para jugar en la categoría de alevín. Empieza una etapa de formación que le convertirá en pieza clave de todos los equipos por los que pasó en su etapa pepinera.
Con 16 años debuta con el Club Deportivo Leganés "B", que entonces se encontraba en Tercera División, llamado por su entrenador Paco Gutiérrez. Fue convocado por la Selección Madrileña en la categoría de Juvenil, pero un mal resfriado impidió que fuera incorporado en las siguientes convocatorias. Cuando por fin llega a Tercera debuta con el primer equipo ante el Ourense de manos de Quique Estebaranz, jugando de titular y el partido completo.
En el año 2005 abandona el club pepinero y marcha a Valencia para ingresar en las filas del UD Levante B. Tras dos años de éxitos personales, y siendo una vez más pieza clave del grupo, es llamado por Juan Ramón López Caro, entrenador del primer equipo, para debutar en un partido de copa del Rey, pero la tardanza en incluirlo en la lista de jugadores en la Federación y la falta de solvencia del club para pagar la ficha de jugador profesional exigida, hacen que a punto de subir al autobús para marchar, le comuniquen que no puede jugar. Permanecerá entrenando con el primer equipo en numerosas ocasiones pero nunca llegará a debutar en Primera.
Se mantiene en el club granota durante casi tres temporadas, jugando la primera de ellas la fase de ascenso a Segunda División y siendo capitán en la segunda/tercera temporada, hasta que la situación económica del club, con impago de varias mensualidades, provoca que se marche a Ceuta en 2008 para jugar la fase de ascenso con la A.D. Ceuta, llegando a la final contra el Girona Fútbol Club.
Firmaría por 3 años donde conseguirá ser la base del proyecto planteado para subir a Segunda. Durante la segunda temporada se hace con el brazalete de capitán convirtiéndose otra vez en pieza clave dentro del vestuario, pero no conseguido el objetivo del ascenso y tras un acuerdo con la A.D Ceuta, consigue quedar libre y firmar con el Albacete Balompié por dos temporadas estando por primera vez en un club de Segunda División donde promete ser uno de los fichajes revelación de la temporada.
Una mala temporada del club manchego, con descenso a Segunda B, le lleva de nuevo, en la temporada 2011/12, al Club que le vio nacer, al C. D. Leganés.
En verano de 2012 el Nàstic de Tarragona ficha al mediocentro organizador procedente del CD Leganés donde ha disputado la temporada 2011/12 en la Segunda B (ha visto 12 amarillas y ha marcado un gol), siendo pieza básica del equipo madrileño, que ha acabado la liga duodécimo del grupo I.
En el mercado estival de 2013 se enrola en las filas del Fútbol Club Cartagena.
El 7 de julio de 2014 se anuncia su fichaje por el Club Deportivo Toledo, llegando a la ciudad castellana avalado por su experiencia a lo largo de su trayectoria.

### Como entrenador
El 25 de marzo de 2025, tras haber formado parte durante la temporada del cuerpo técnico del Marbella FC, se convierte en entrenador del primer equipo que milita en el Grupo 2 de la Primera Federación hasta final de temporada.

## Clubes

### Como jugador
| Club                   | País   | Año       |
| ---------------------- | ------ | --------- |
| C. D. Leganés          | España | 2005      |
| Levante U. D. "B"      | España | 2005-2008 |
| A. D. Ceuta            | España | 2008-2010 |
| Albacete Balompié      | España | 2010-2011 |
| C. D. Leganés          | España | 2011-2012 |
| Gimnàstic de Tarragona | España | 2012-2013 |
| F. C. Cartagena        | España | 2013-2014 |
| C. D. Toledo           | España | 2014-2018 |
| C. D. Alcoyano         | España | 2018-2019 |
| C. D. Mostolés         | España | 2019-2020 |
| Hércules de Alicante   | España | 2020      |
| C. D. Ebro             | España | 2020-2021 |
| Marbella F.C.          | España | 2022-2023 |

### Como entrenador
| Club           | País   | Año   |
| -------------- | ------ | ----- |
| Marbella F. C. | España | 2025- |